# 謝爾蓋·普羅庫金-戈爾斯基
謝爾蓋·米哈伊洛維奇·普羅庫金-戈爾斯基（俄語：（ⓘ）；1863年8月30日—1944年9月27日），俄羅斯帝國化學家與攝影師。 他以在彩色摄影的开创性工作，以及於记录20世纪初俄罗斯所做的付出而闻名。
利用尼古拉二世提供的铁路车厢，普羅庫金-戈爾斯基使用他的三幅彩色摄影技术从1909年到1915年左右走遍了俄罗斯帝国，记录了它的许多方面。 虽然他的一些负片已经丢失，但大多数在他去世后最终进入了美国国会图书馆。 从2000年开始，负片獲数字化，每个主题的色彩三元组受於数字化技术组合，产生了数百个前世纪俄罗斯的高品質彩色图像。

## 生平

### 早年生活
普羅庫金-戈爾斯基出生於古地名為富尼科瓦戈拉（為今日的弗拉基米爾州基爾扎奇區），他的父母為俄羅斯帝國貴族之一，其家族有很長的軍事歷史。他們搬到了聖彼得堡，普羅庫金-戈爾斯基就讀於聖彼得堡國立工藝學院由德米特里·伊万诺维奇·门捷列夫授予學習化學。他在列宾美术学院也學習了音樂與繪畫。

### 婚姻與攝影事業
1890年，普羅庫金-戈爾斯基與安娜·亞歷山德羅夫娜·拉夫羅娃結婚 ，後來有兩個兒子，米哈伊爾與德米特里，以及一個女兒名叫葉卡捷琳娜。安娜是俄羅斯帝國工業家亞歷山大·斯捷潘諾維奇·拉夫羅夫的女兒，为俄罗斯帝国技術協會（ IRTS ）活躍成員。普羅庫金-戈爾斯基後來成為了附近的聖彼得堡拉夫羅夫金屬工程的執行董事會董事，直到發生十月革命期間。他還加入了俄羅斯歷史最悠久的攝影協會，於IRTS的攝影部發表論文與演講對攝影的科學 。 1901年，他在圣彼得堡成立了一個攝影工作與實驗室。 1902年，他前往柏林约六週向阿道夫˙米特教授學習於色彩敏感度與三色攝影集光化學。這些年中，普羅庫金-戈爾斯基的攝影作品、出版物以及幻燈片表現得到俄、德、法國化學與攝影家一致好評，並在1906年獲選為IRTS攝影部與俄羅斯主要攝雜誌Fotograf-Liubitel總編。戈爾斯基在1920年至1932年间曾经是皇家摄影协会的成员。

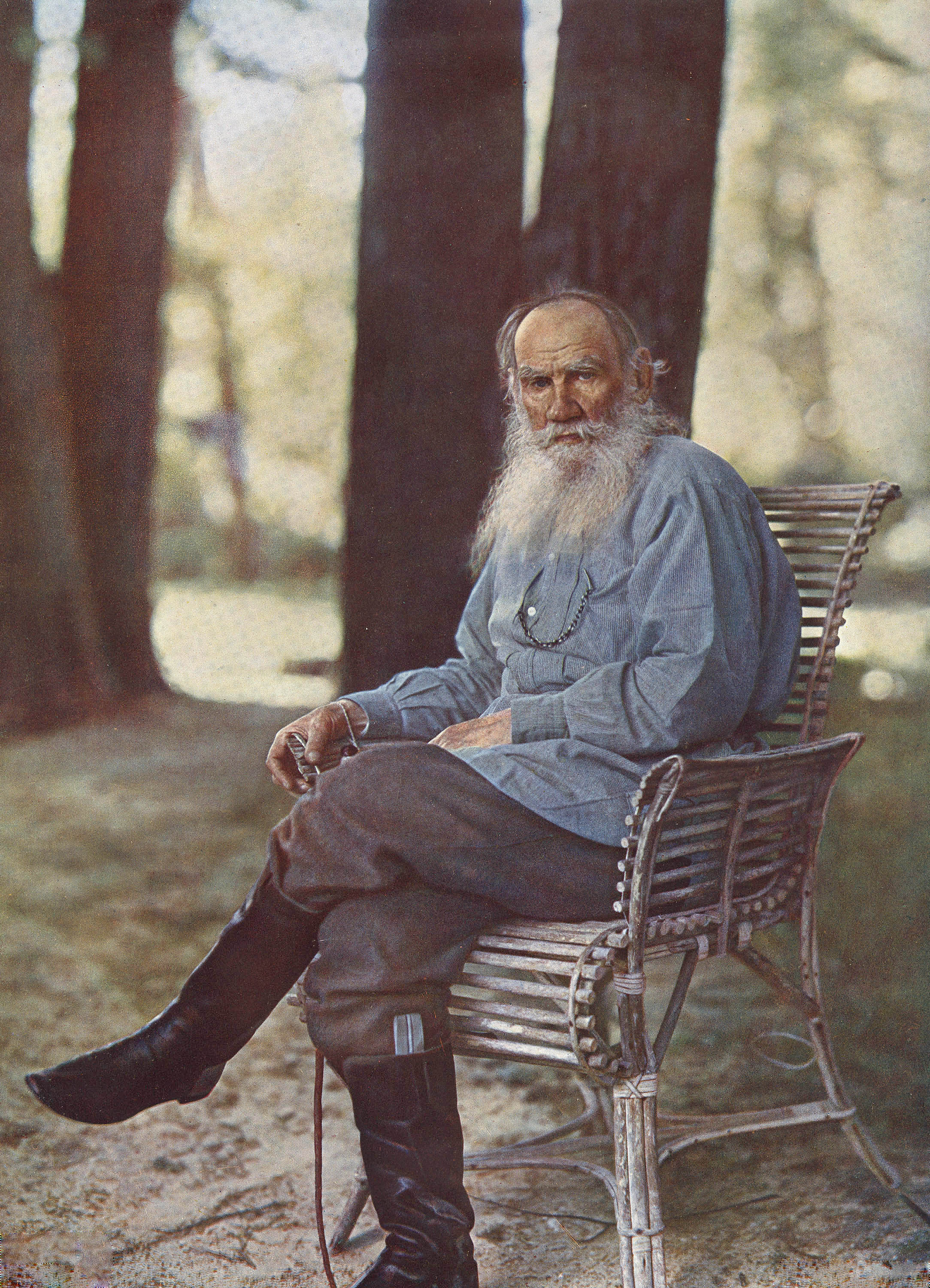
俄國大作家列夫·托爾斯泰彩色人像於1908年拍攝

他生前最著名的作品為列夫·托爾斯泰之彩色人像，這是轉載於各種出版物、於明信片上，並以此為框架較大尺寸的相片 。由此照片與他早期照片的名氣與紀念性受到歡迎，於1908年展示的作品俄羅斯大公米哈伊爾二世·亞歷山德羅維奇與太后瑪麗亞·費奧多蘿芙娜，並在1909年以沙皇尼古拉二世與他的家人。沙皇所享有的展示並稱讚他，普羅庫金-戈爾斯基得到了許可與資金於俄羅斯彩色文檔。在十幾年期間中，他收集了一萬張照片。普羅庫金-戈爾斯基認為這份工作是畢生心力，並在俄羅斯繼續他的攝影之旅，直到十月革命後。他在新的政權下受任命從事教授之職位，但於1918年8月離開了該國。他仍然追求彩色攝影之科學工作，發表論文於英文攝影雜誌，並與他的同事S. O.馬克西莫，於德、英、法國與意大利共同獲得專利。

### 晚年生活
1920年，普羅庫金-戈爾斯基與他的助手瑪麗亞費奧多羅夫娜再婚，並生下一個女兒。一家終生於巴黎定居，1922年，與他的第一任妻子和子女團聚。普羅庫金-戈爾斯基成立了照相館。在20世紀30年代，普羅庫金-戈爾斯基繼續講課展示他的照片；並停止商業工作，離開了錄製室並給他的孩子。他在1944年9月27日死於巴黎，当时正是巴黎解放后一个月。他被埋葬於聖熱訥維耶沃-德布瓦俄羅斯公墓。

## 攝影技術

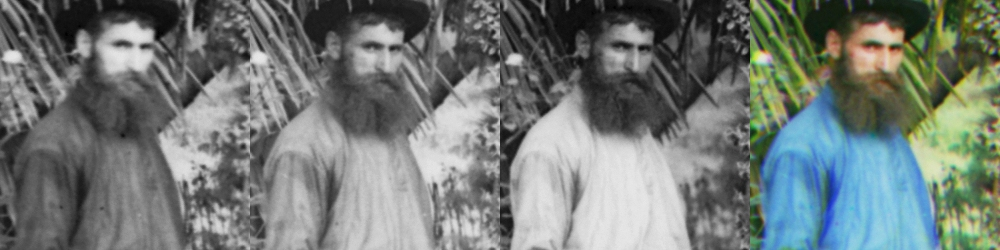
由Alleia Hamerops修剪後示出紅、綠、藍之彩色通道 ，以及合成後的圖像

### 三色原理
普羅庫金-戈爾斯基所使用彩色攝影的方法，最早是由詹姆斯·克拉克·麥克斯韋在1855年提出並於1861年證明的。是模仿一個正常的人眼感知顏色的方式，顏色可見光譜透過捕獲在三個黑白照片中，一個通過紅色濾光片取，一是通過綠色的形式並劃分為三個通道過濾，以及另一個通過一個藍色濾光片。將所得三張相片既可以透過同一顏色過濾器與投影恰好疊加在畫面上，顏色添加劑合成於原範圍中;看作是由一個添加物所產生彩色圖像，透過已知統稱為一個彩色顯像管或照片彩色顯像管，其中載色濾光片與透明反射器於視覺上結合了三為一體全色圖像的光學裝置;或用於製造照相或機械打印在互補色的青色、品紅色與黃色，其中在疊加時，須相減重構的顏色。

### 早期的从业者
通过这种方法广泛展示出良好效果的第一人是弗雷德里克·E·埃夫斯，其名为“Kromskop”的查看器，投影仪和相机设备系统从1897年开始商业化，直到1907年左右。只有查看器和其所用的现成的三合一照片得大量出售。静物摆放，无人居住的景观和油画是典型的主题，但也有一些彩色肖像画的例子。最近发现了1906年旧金山大地震和火灾的几个Kromskop彩色视图，显然从未商业化发布过。
另一个非常着名的实践者是阿道夫·米特，普羅庫金·戈爾斯基于1902年在德国向他学习。 米特是一位光化学家，他大大改善了适合与这种彩色摄影方法一起使用的黑白照相材料的全色特性。他于1902年向德国皇室提供了投影彩色照片，并于1903年向公众展示，当时他们也开始出现在期刊和书籍中。 Miethe于1906年从热气球中拍摄了第一张已知的航空彩色照片。
在1899年的英格兰，艾夫斯的前助手爱德华·桑格-谢泼德（Edward Sanger-Shepherd）将“三色过程”的应用商业化为“桑格谢泼德的自然彩色摄影过程”。在1903年和1904年，莎拉·安吉丽娜·阿克兰（Sarah Angelina Acland）在他的工艺中，由业余摄影师制作了第一部彩色摄影作品。到1905年，十七位不同的摄影师在英格兰皇家摄影协会的展览中展示了桑格谢泼德工艺制作的三色幻灯片。

### 设备
通常使用具有涂覆在薄玻璃板上的光敏乳剂的照相印版来代替柔性薄膜，这是因为从玻璃板到塑料薄膜的一般过渡仍在进行中并且因为玻璃提供了最佳的尺寸稳定性。三个图像旨在在以后组合时完美匹配。
可以使用普通相机拍摄三张照片，通过重新加载和在曝光之间更换滤镜，但是先锋色彩摄影师通常制造或购买特殊相机，这使得该过程不那么笨拙和耗时。两种主要类型中的一种使用分束器在相机中产生三个单独的图像，从同一视点同时进行所有三次曝光。尽管这种类型的照相机在理论上是理想的，但是这种照相机在光学上是复杂和精细的，并且易于失调。一些设计也受到光学现象的影响，这些现象可能导致颜色明显不均匀或结果出现其他缺陷。另一种更坚固的类型是一个基本上普通的相机，带有一个特殊的滑动支架，用于板和过滤器，允许每个有效地移动到位置进行曝光——有时使用气动机构或弹簧进行部分或甚至完全自动化的操作——动力马达。
当没有同时拍摄三张彩色滤光的照片时，场景中在整个操作过程中没有保持稳定的任何东西都会在所得到的彩色图像中在其边缘周围显示出彩色的“条纹”。如果它在场景中连续移动，可能会产生三个单独的强烈色彩“鬼”图像。在许多普羅庫金·戈爾斯基的照片的普通彩色复合材料中，这种颜色伪影很明显，但是只要有可能，就会使用特殊的数字图像处理软件从美国国会图书馆委托的所有1,902张图像的复合材料中去除它们。 2004年改变后的版本在网上激增，旧的或第三方版本显示出这些特征，这些版本越来越稀缺。
阿道夫·米特设计了一款高品质的顺序曝光彩色相机，由Bermpohl制造并于1903年上市.普羅庫金·戈爾斯基于1906年在Fotograf-Liubitel上发布了它的插图。最常见的型号使用单个长方形板9厘米宽，24厘米高，与普羅庫金·戈爾斯基存活的负片相同的格式，并以非常规的蓝绿红色序列拍摄图像，这也是普羅庫金·戈爾斯基的负片的特征，如果通常倒置的图像在假设一个摄像机和他的板块的重力顺应向下移动。作为一名发明家和摄影师，普羅庫金·戈爾斯基为同时曝光型相机的光学系统申请了专利，并且经常声称或暗示他发明或至少构建了用于他的俄罗斯帝国的相机项目。没有关于他的现场设备的明确的书面或照片文件，只有照片本身固有的证据，并没有提出任何理由来解决构建功能相同的米特-Bermpohl相机副本的麻烦和费用，而不是简单地购买一个。

## 圖片庫
可以從Wikimedia Commons找尋更多普羅庫金-戈爾斯基相關作品

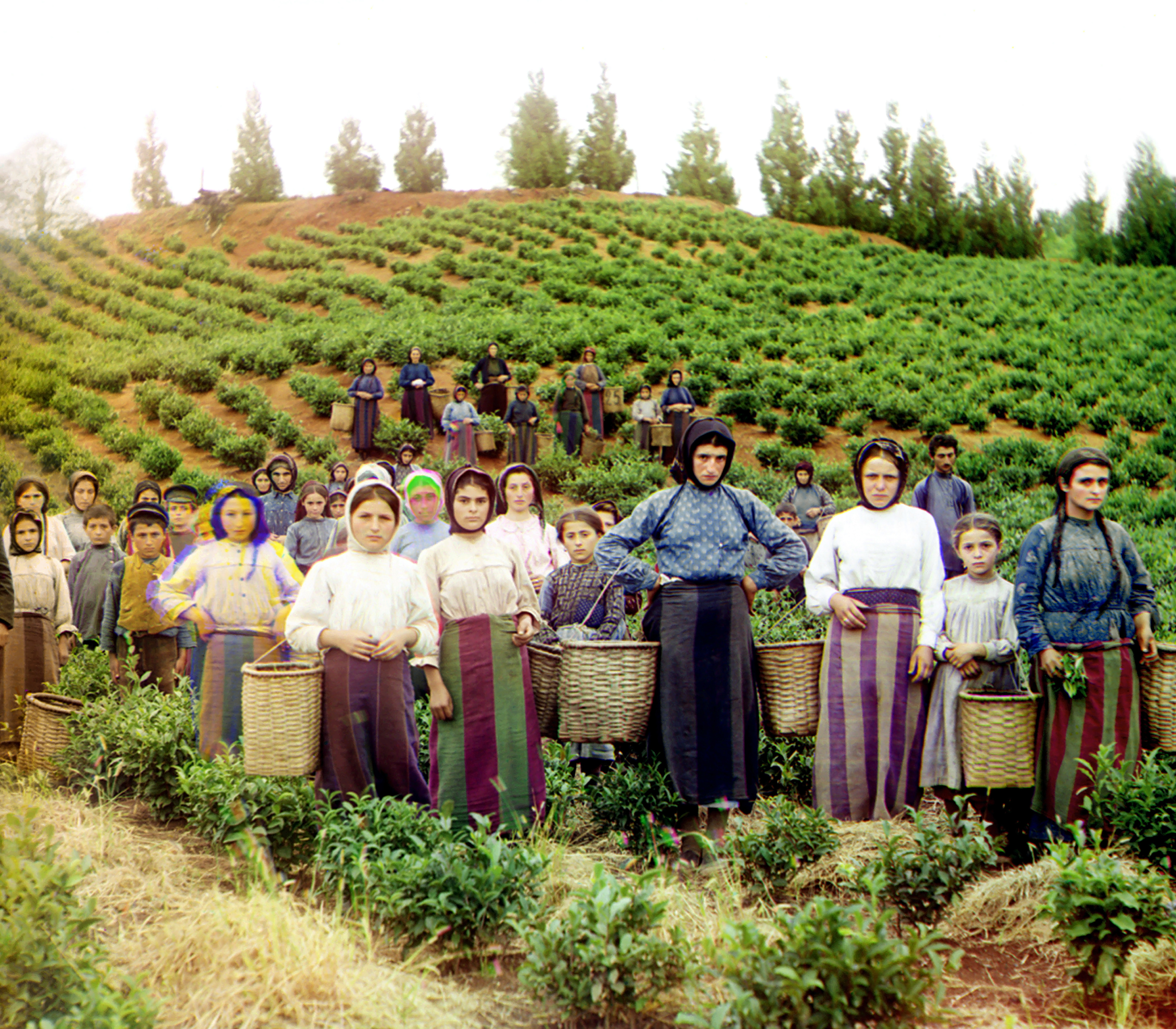
格鲁吉亚黑海沿岸巴統地區的希臘婦女與兒童收穫茶葉
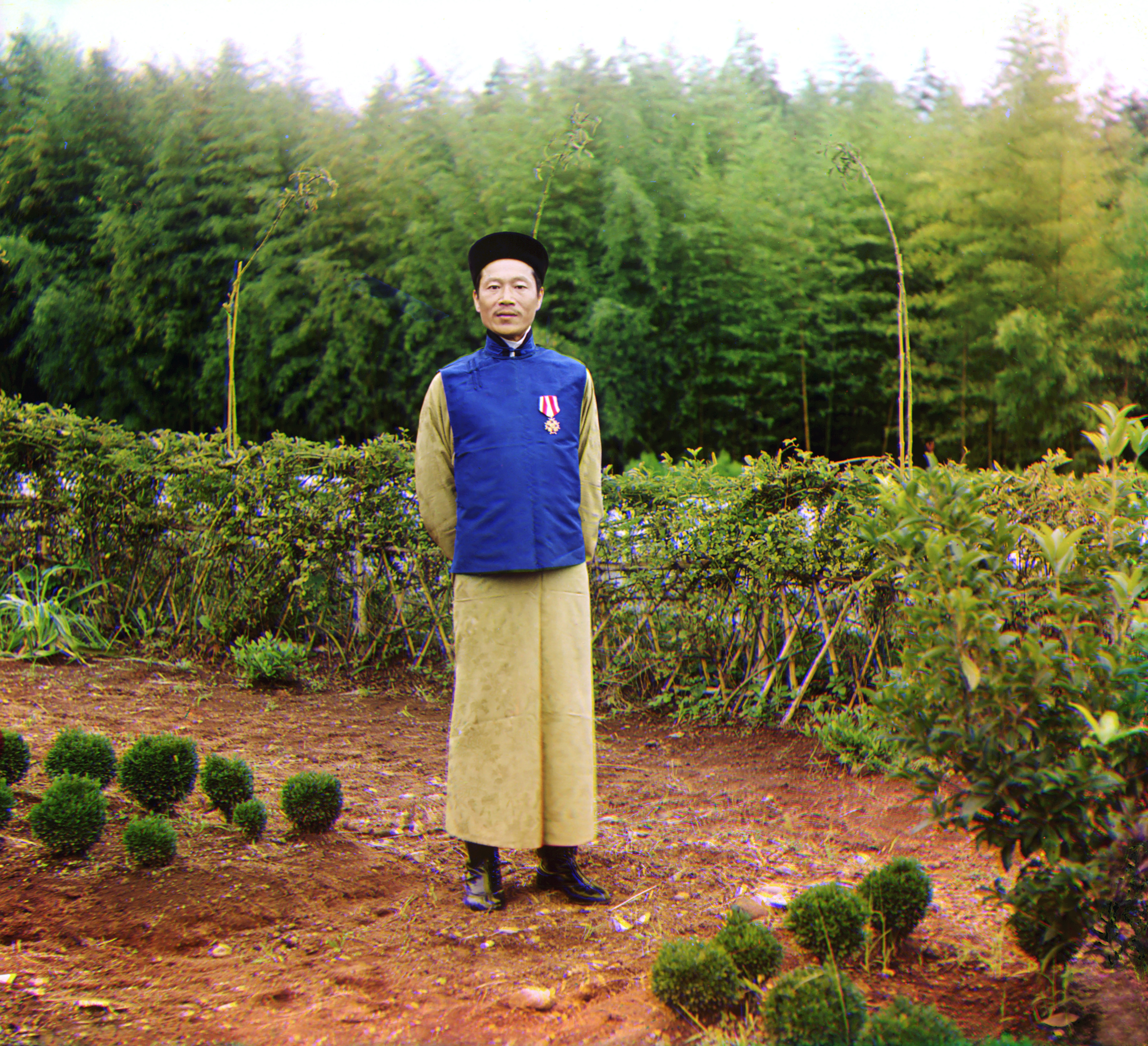
中国茶商刘峻周，格鲁吉亚茶业的开创者
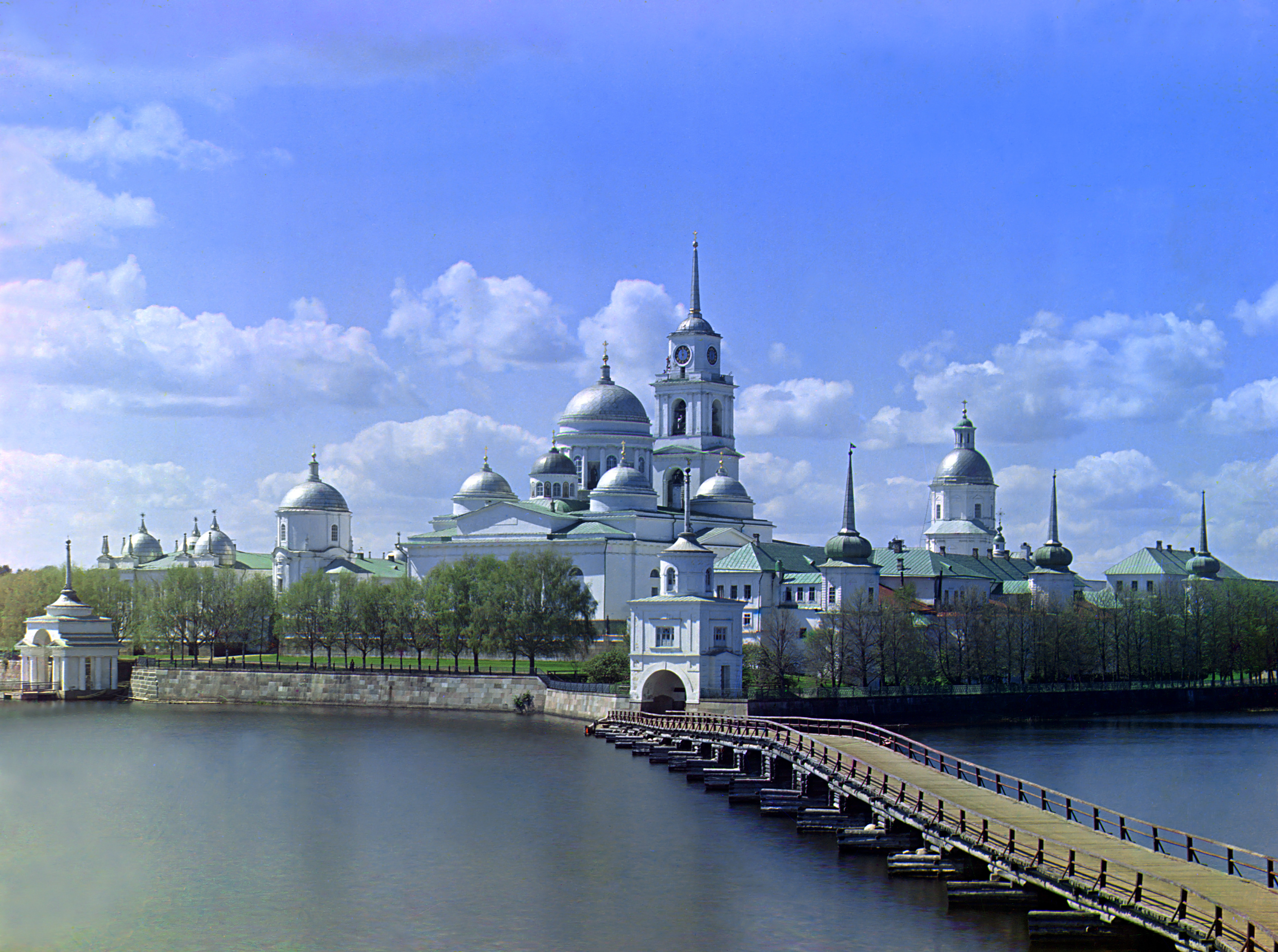
奧斯塔什科夫謝利格爾湖附近修道院，1910年攝
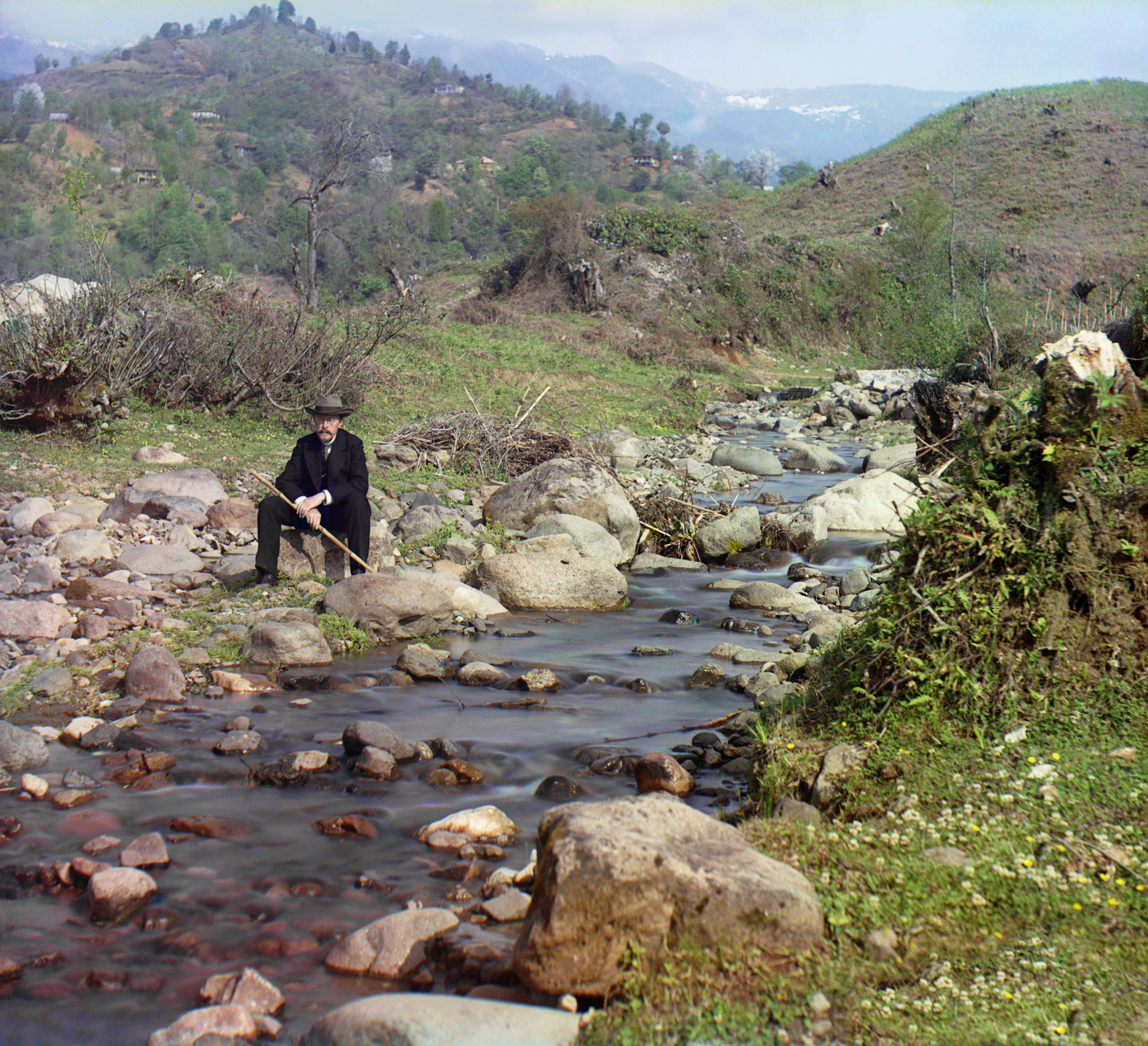
早期的彩色照片作為謝爾蓋工作一部分來記錄20世紀初的俄羅斯帝國
基里洛夫舍克斯納河農村地區小城鎮附近年輕的俄羅斯農婦
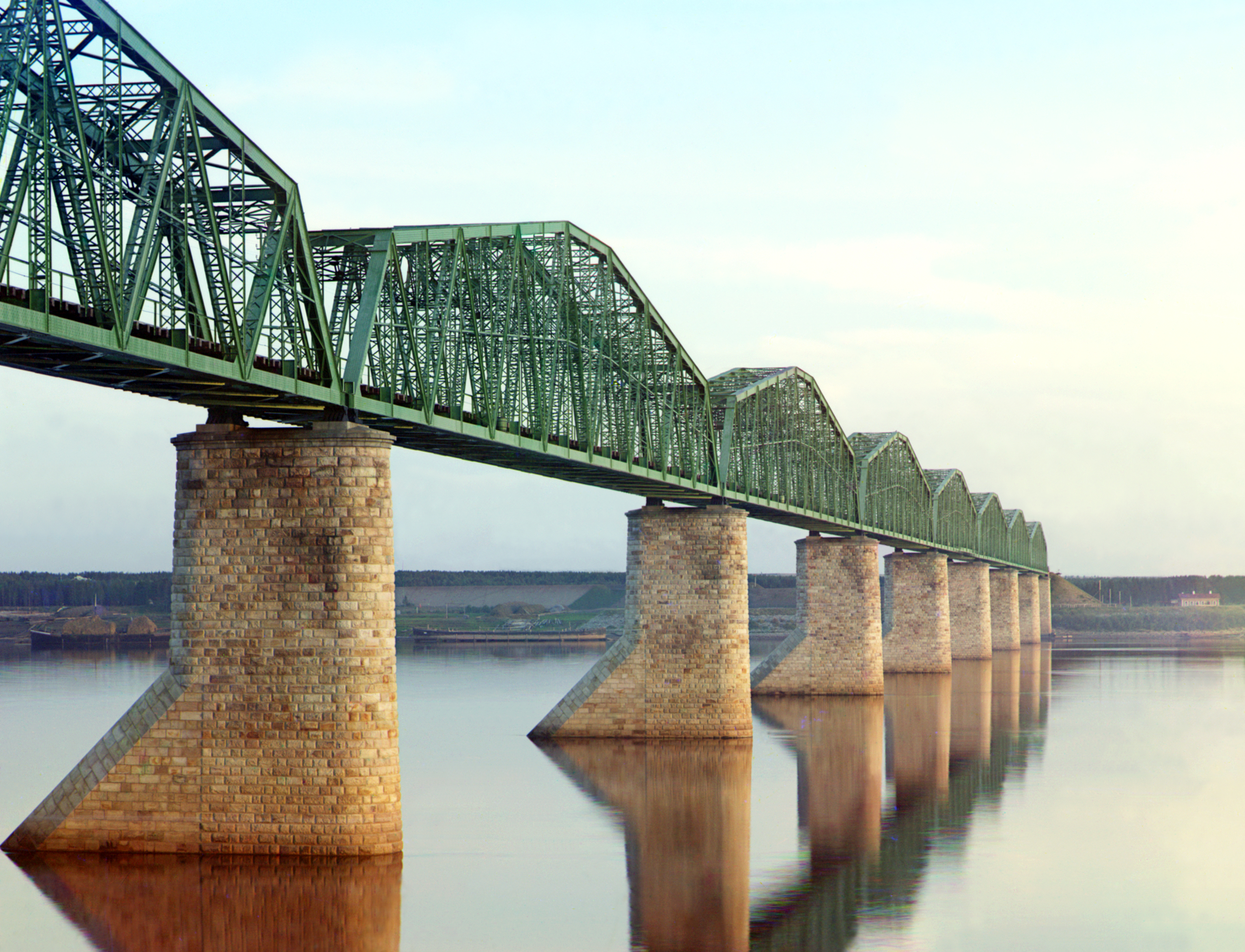
卡馬河附近的彼爾姆（1910年攝）。這座橋至今仍然存在，但另一個類似的橋樑已建成沿著它。兩者都漆成白色和紅色。
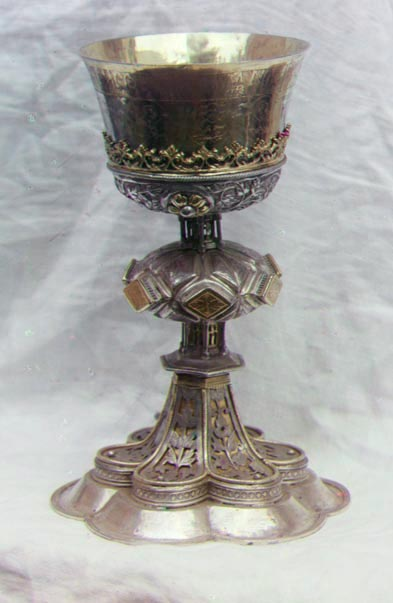
聖杯於科斯特羅馬修道院，1911年攝
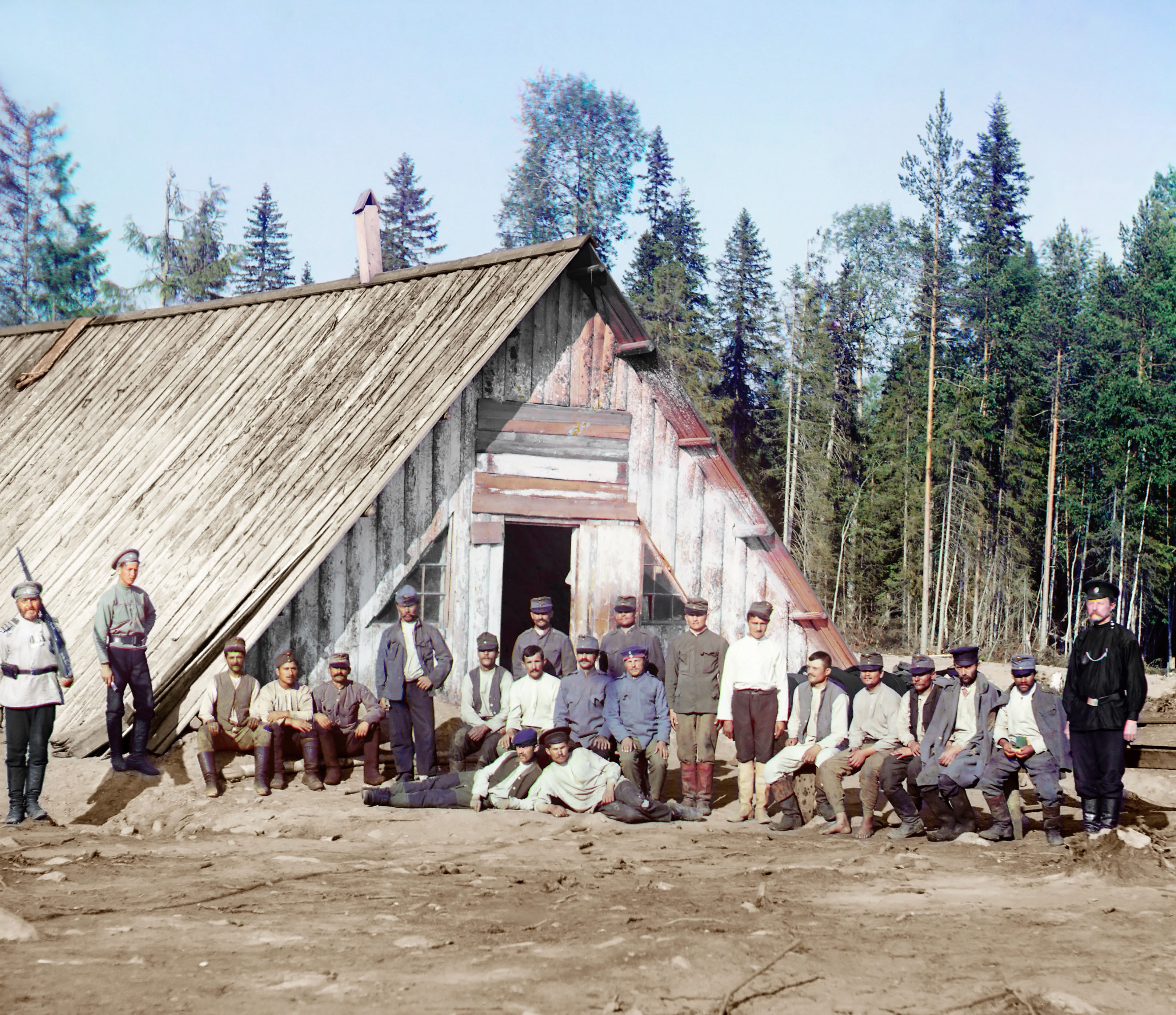
奧匈戰俘於俄羅斯，1915年攝
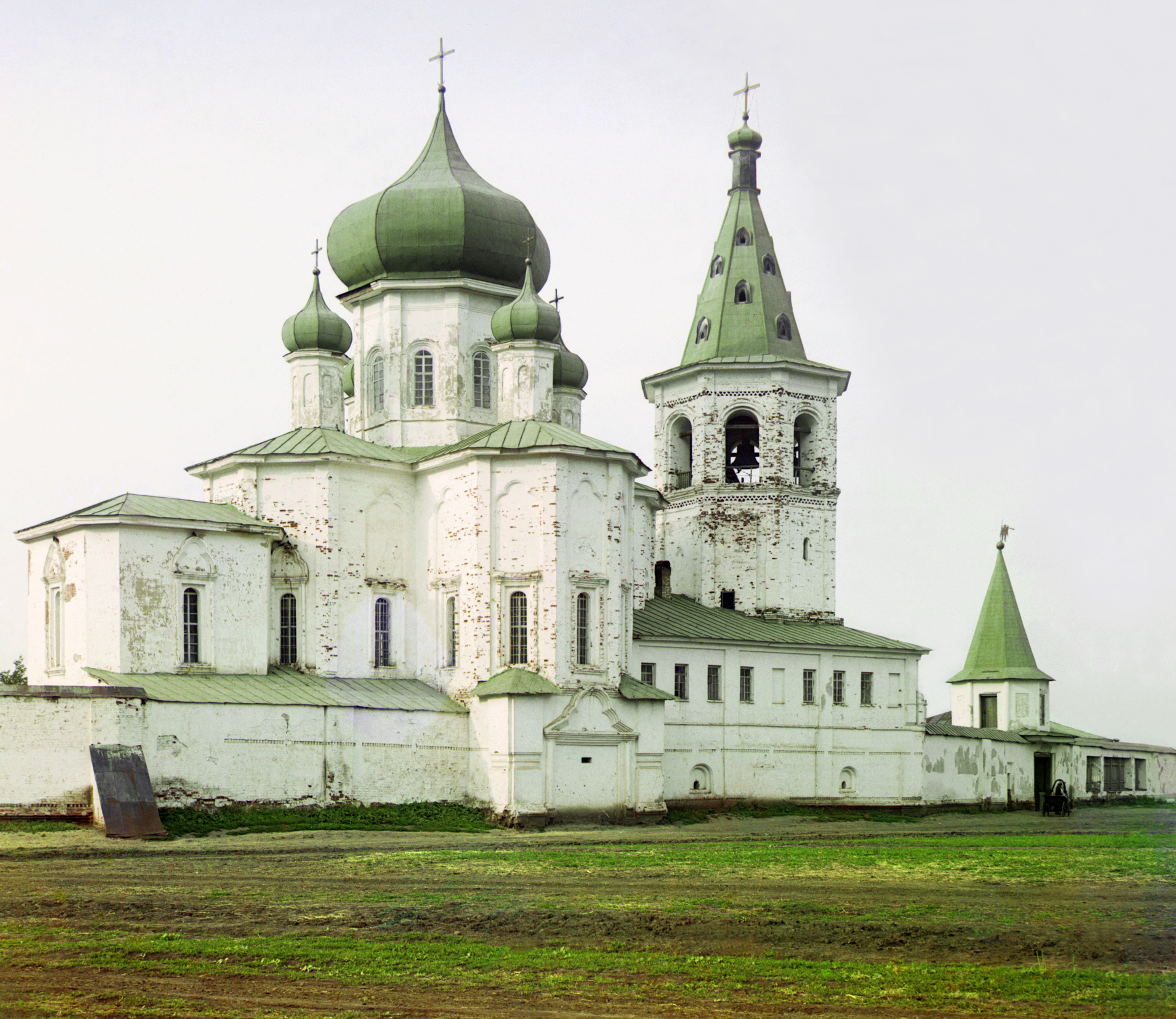
在18世紀中葉三位一體修道院於秋明，1912年攝
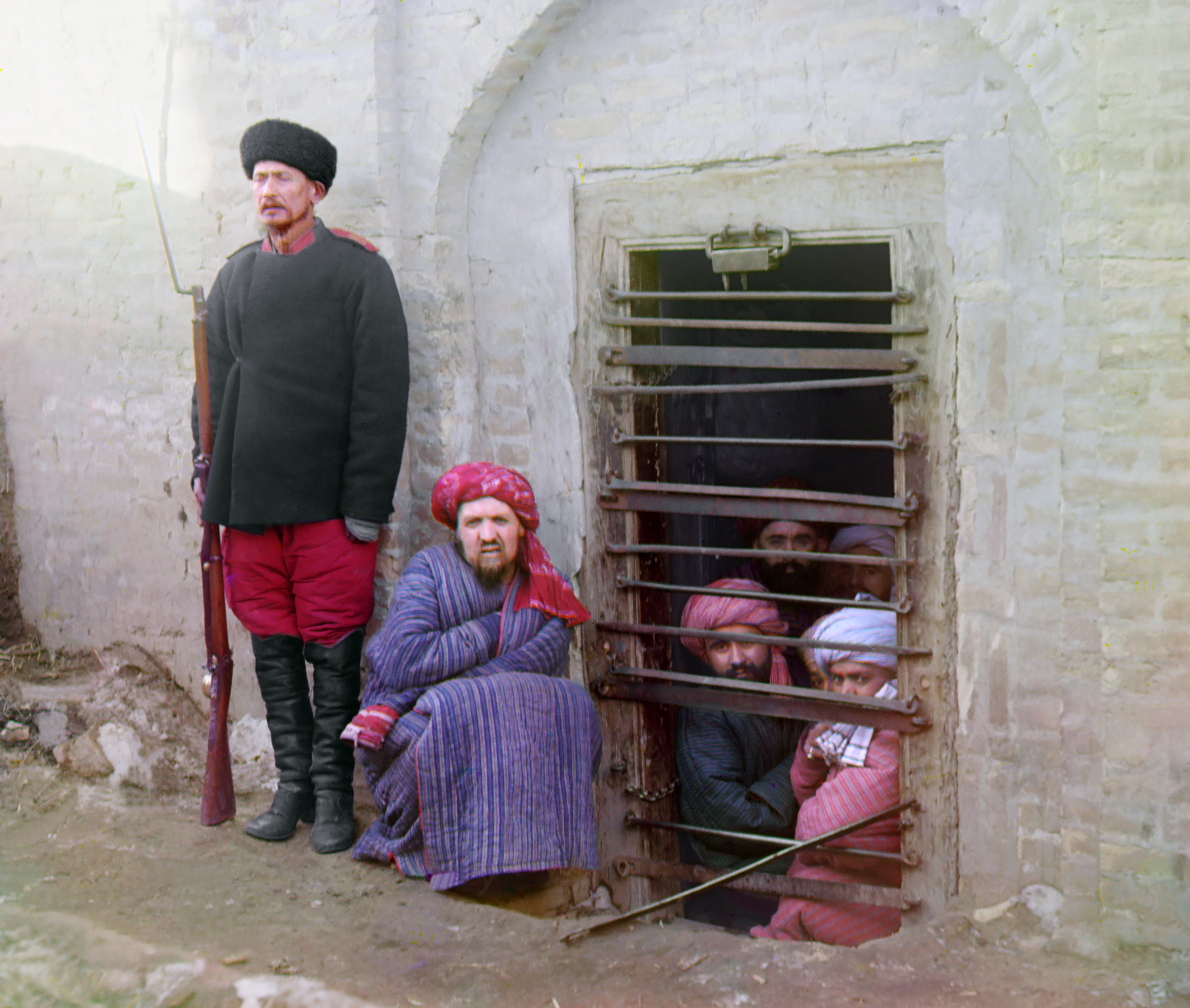
铁砧（監獄）於布哈拉，1907年攝
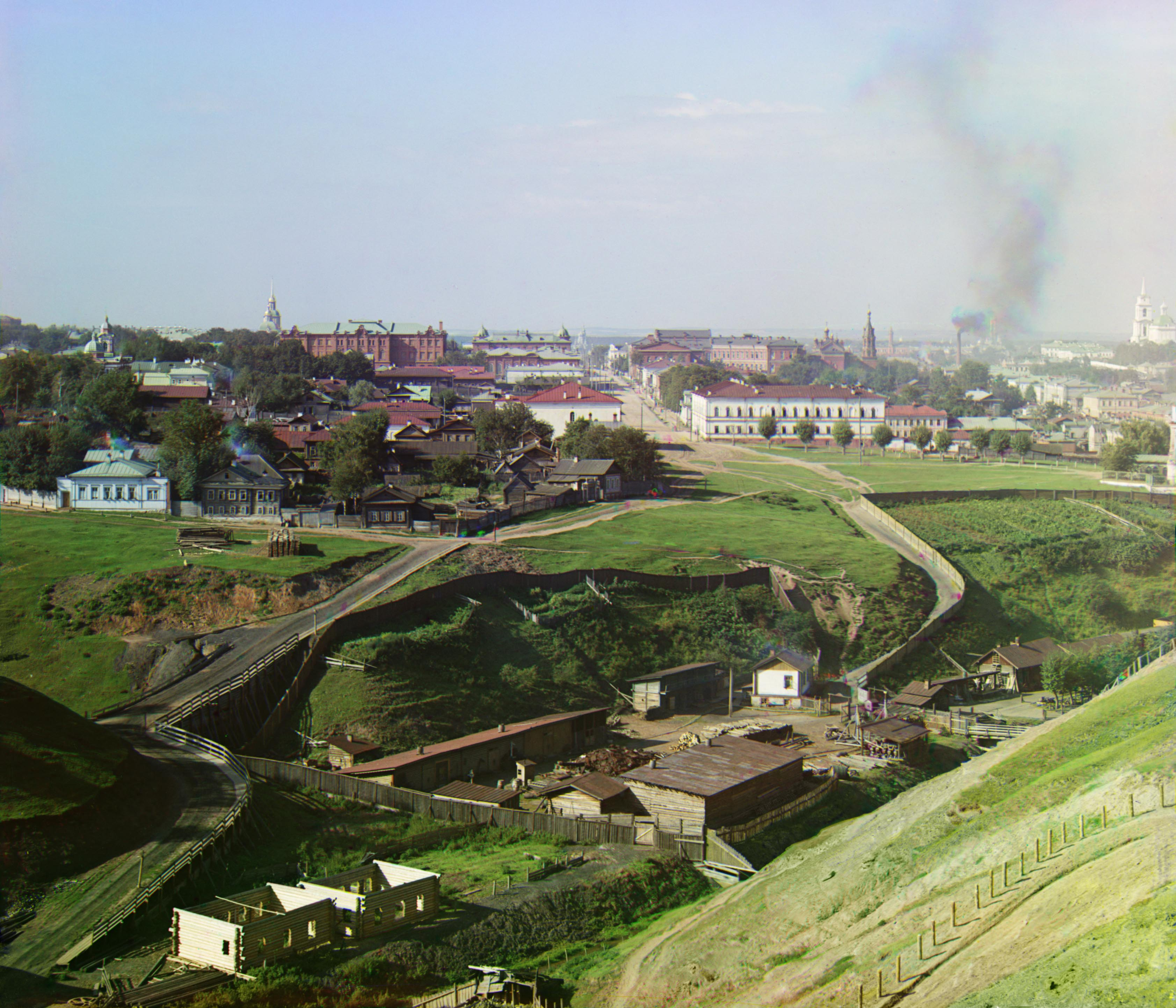
彼爾姆市一景，1910年攝
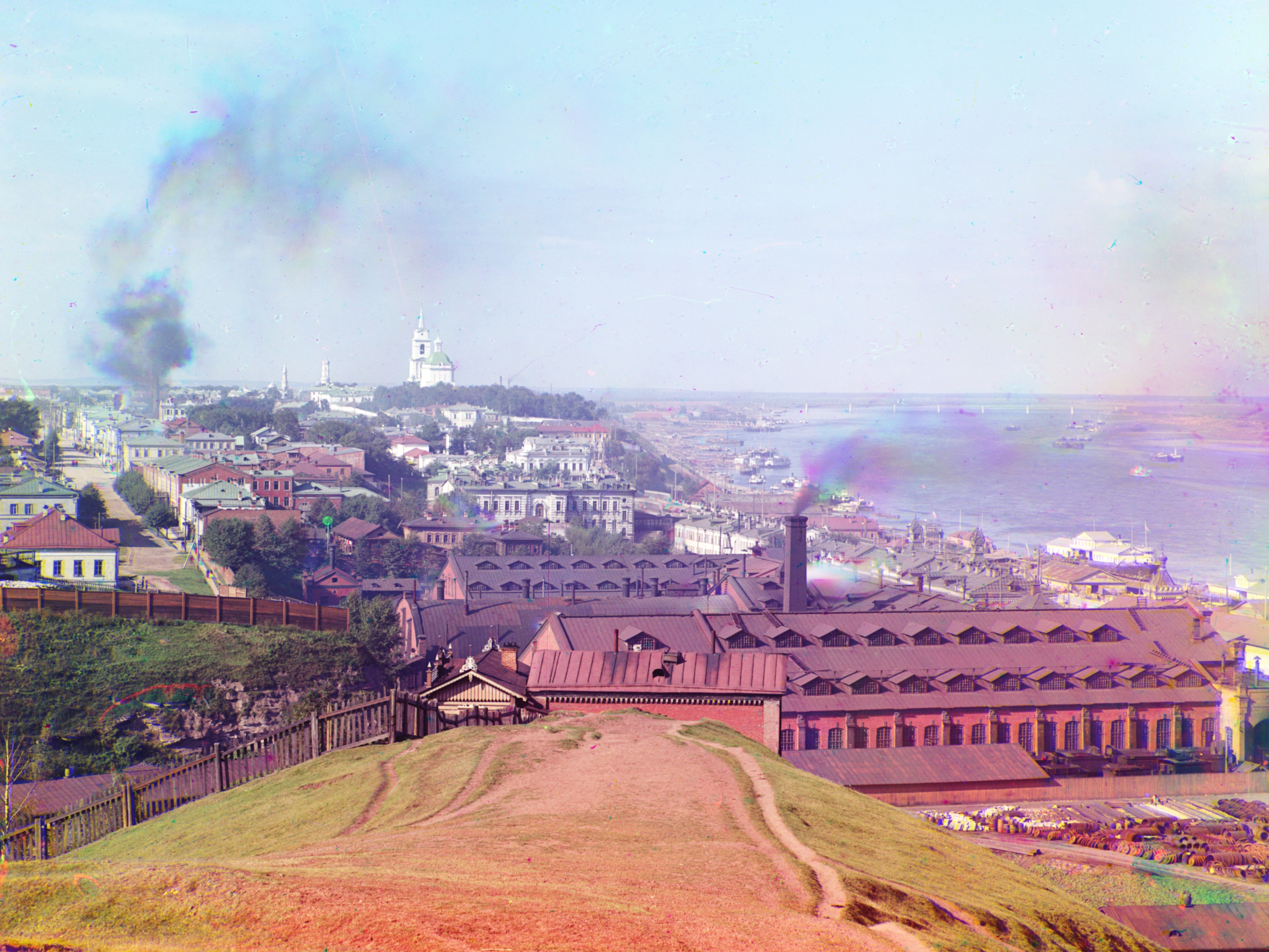
彼爾姆市一景，1910年攝
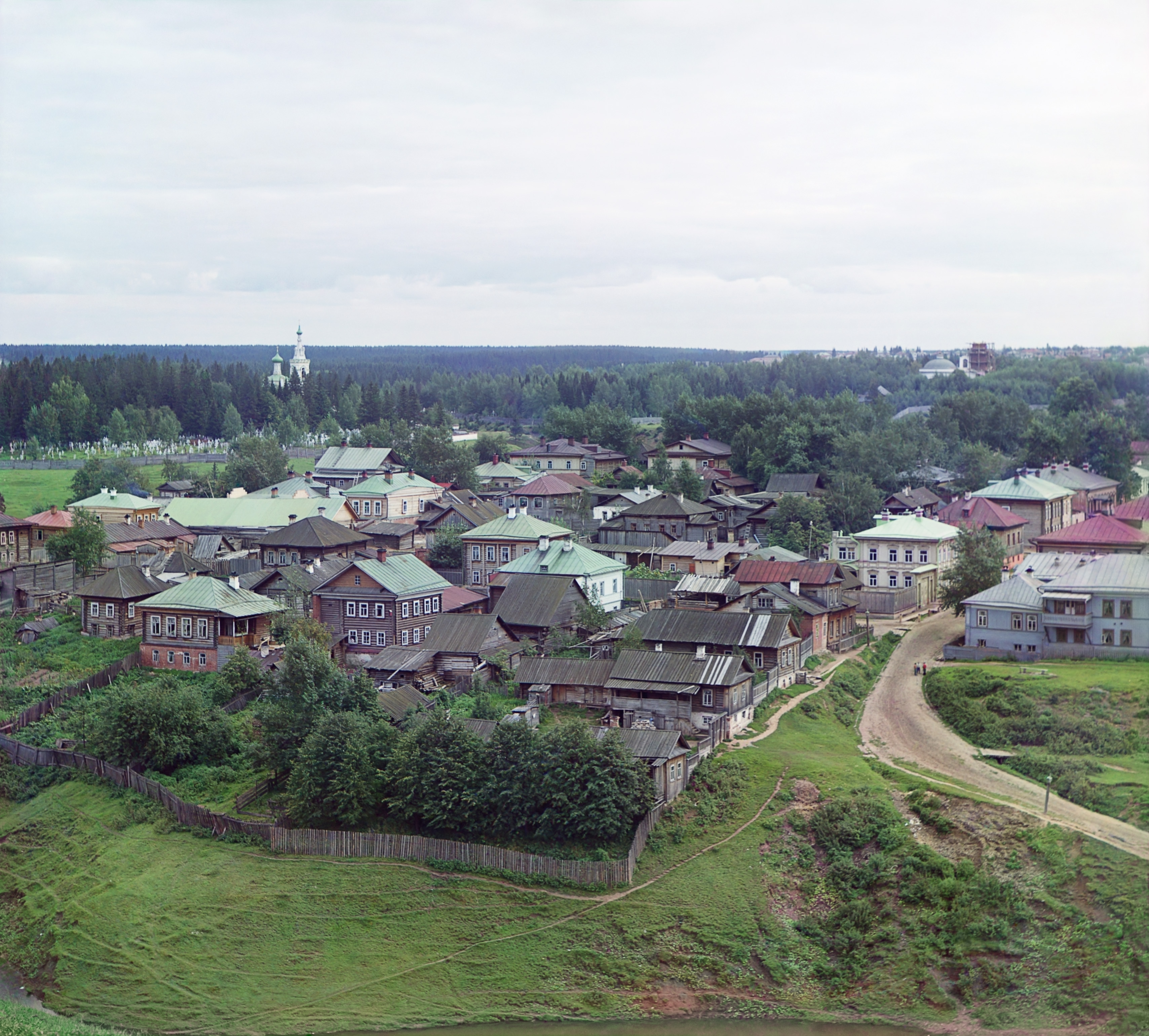
彼爾姆市一景，1910年攝
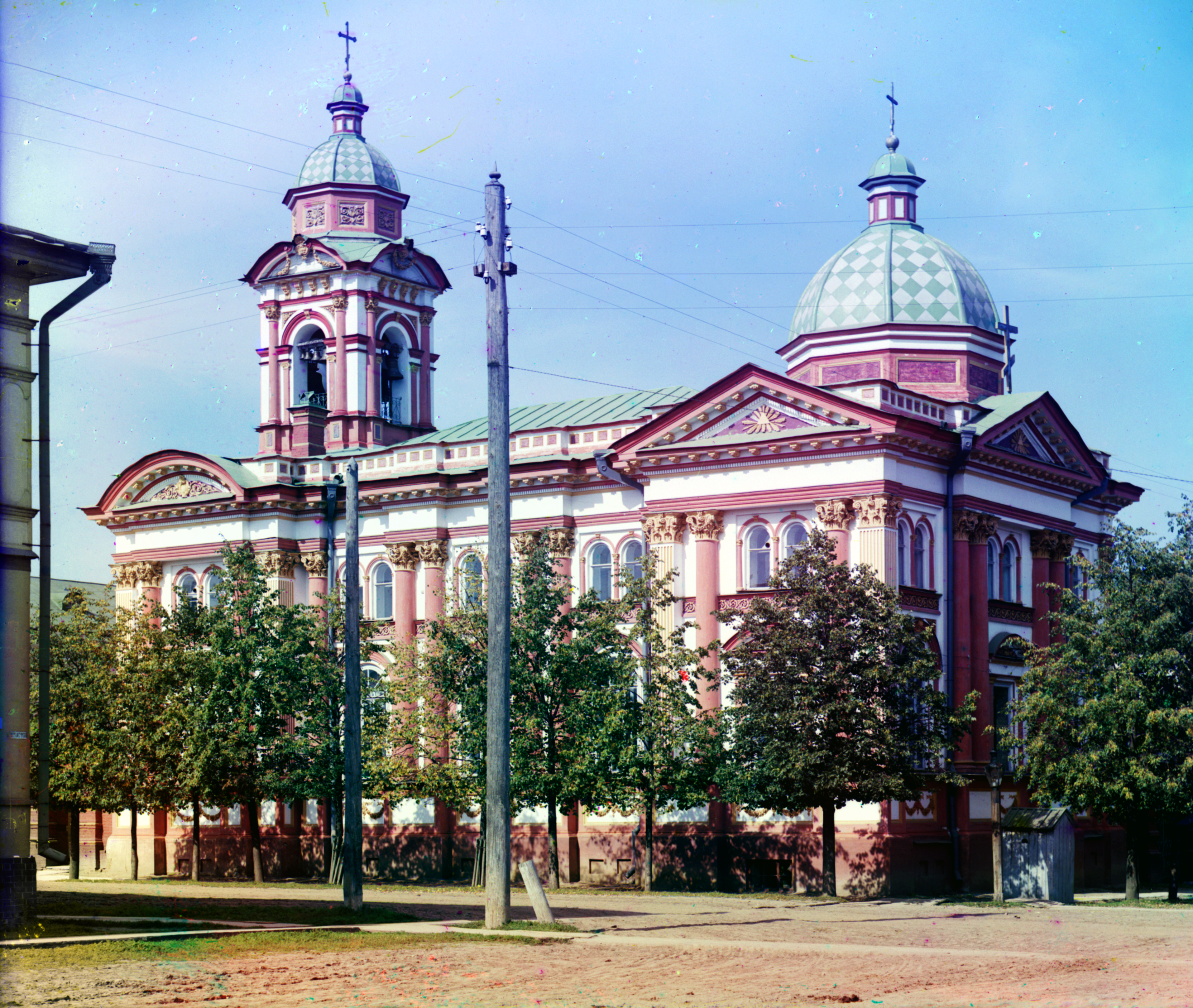
彼爾姆市一景，1910年攝
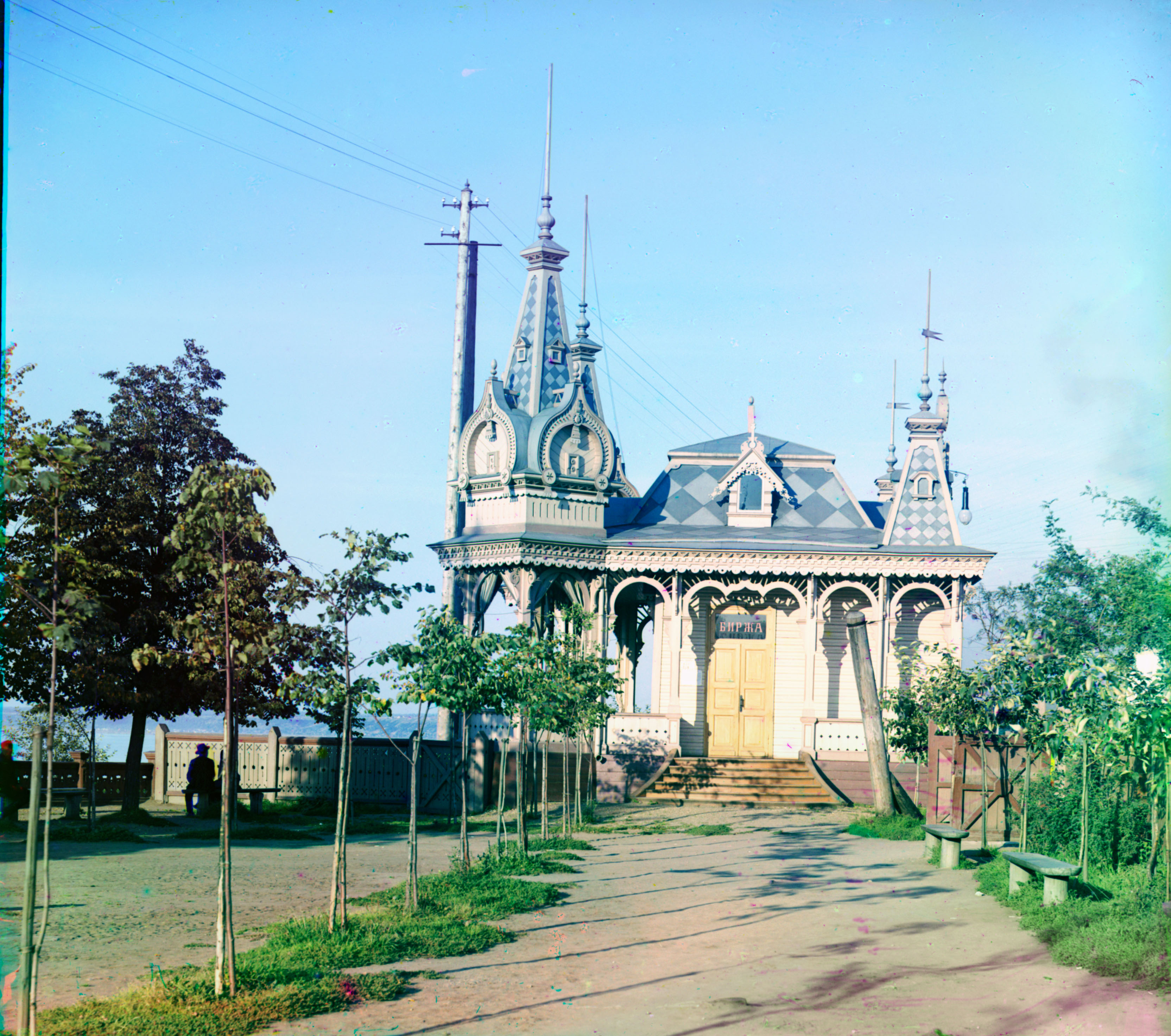
彼爾姆市一景，1910年攝
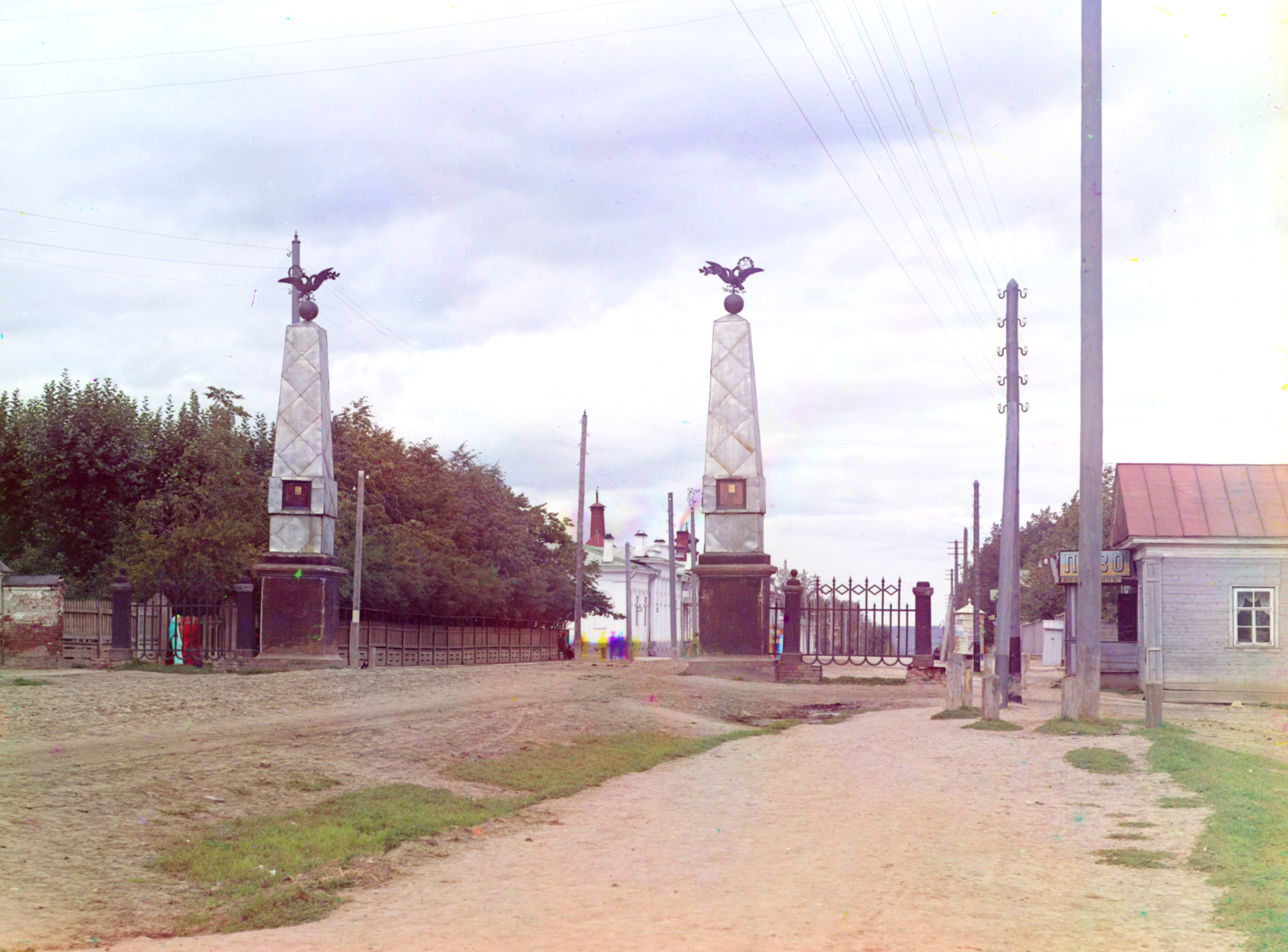
彼爾姆市一景，1910年攝
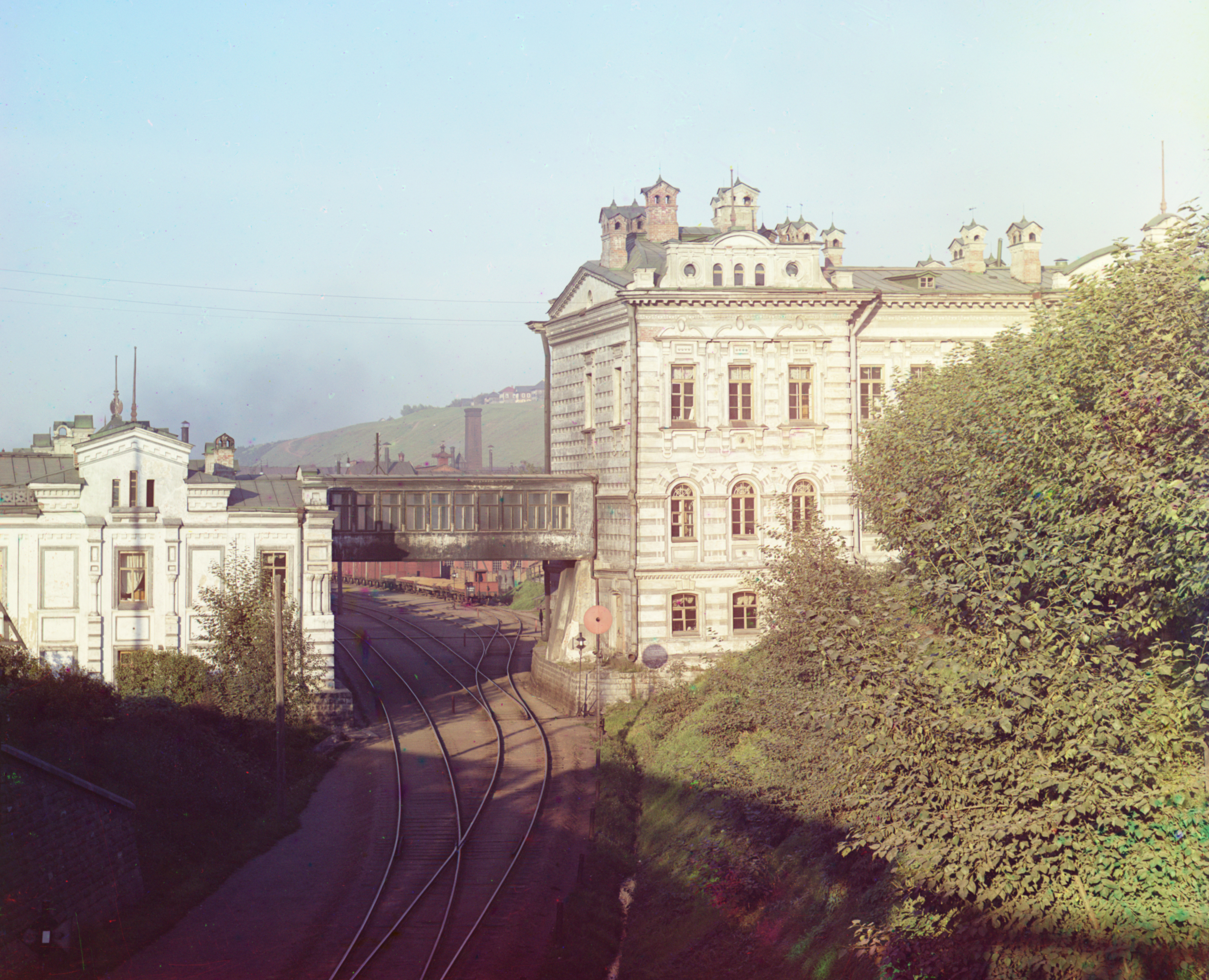
彼爾姆市一景，1910年攝
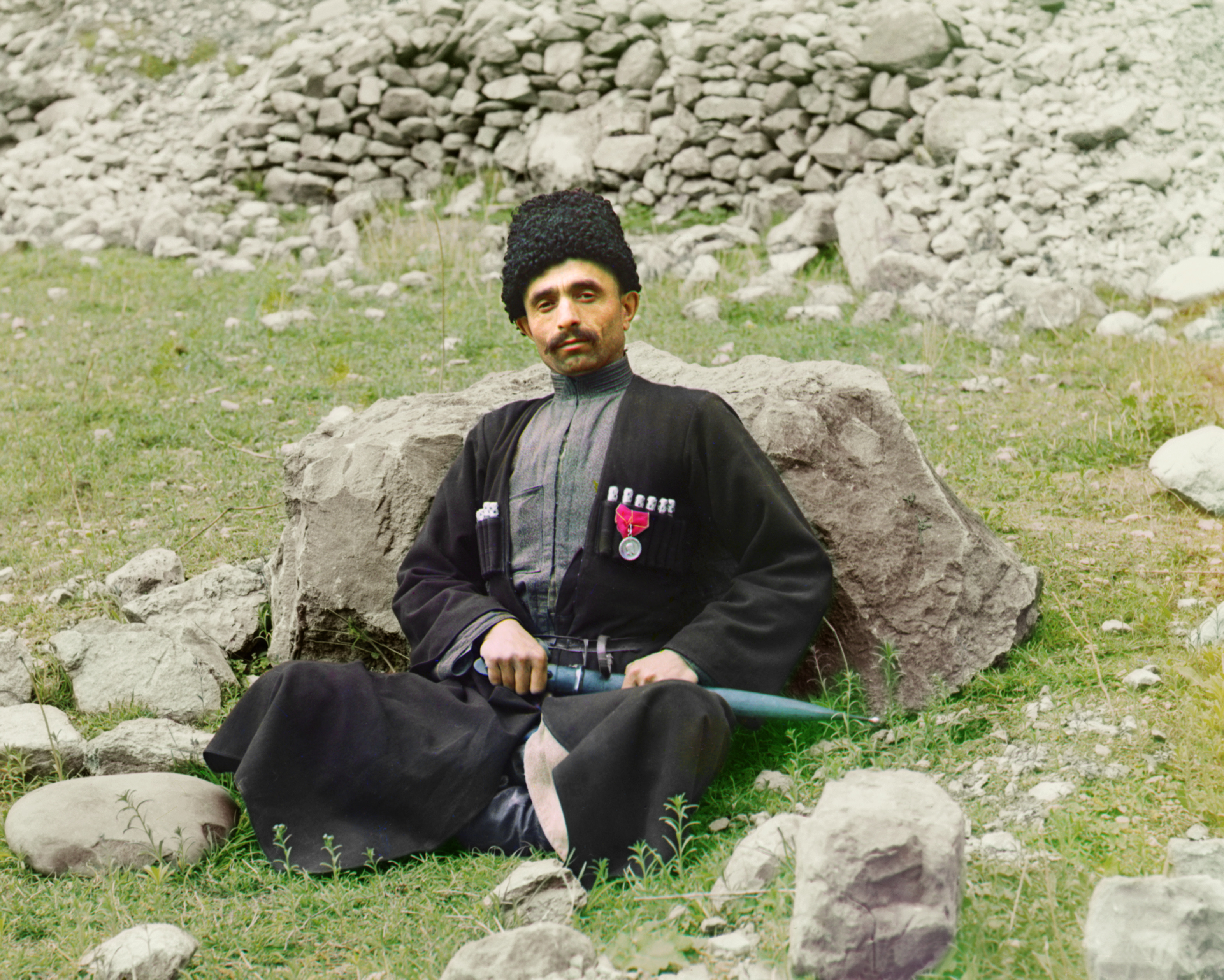
達吉斯坦遜尼派穆斯林，1905–15年攝
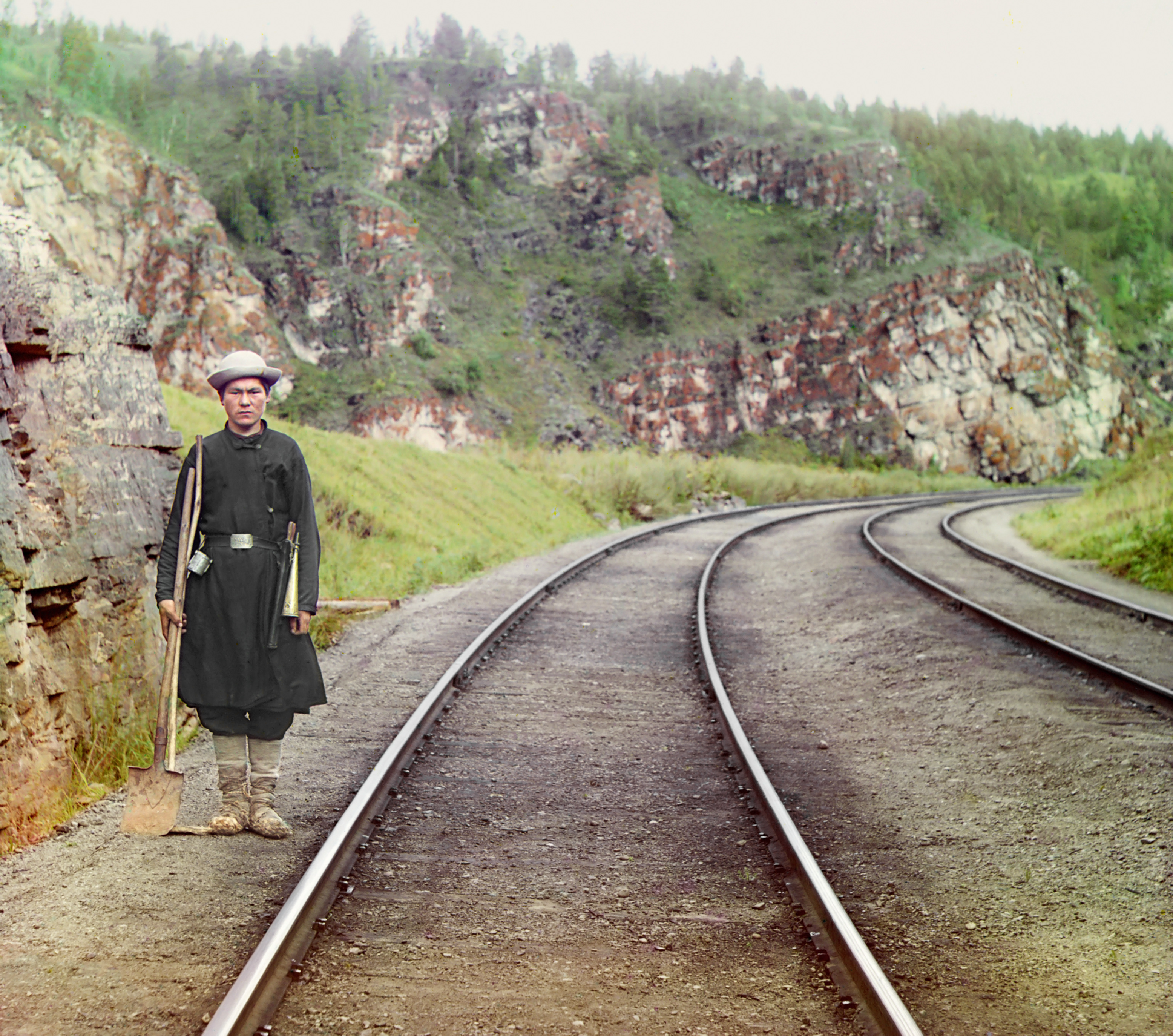
巴什基爾鐵道附近烏斯季-卡塔夫，1910年攝
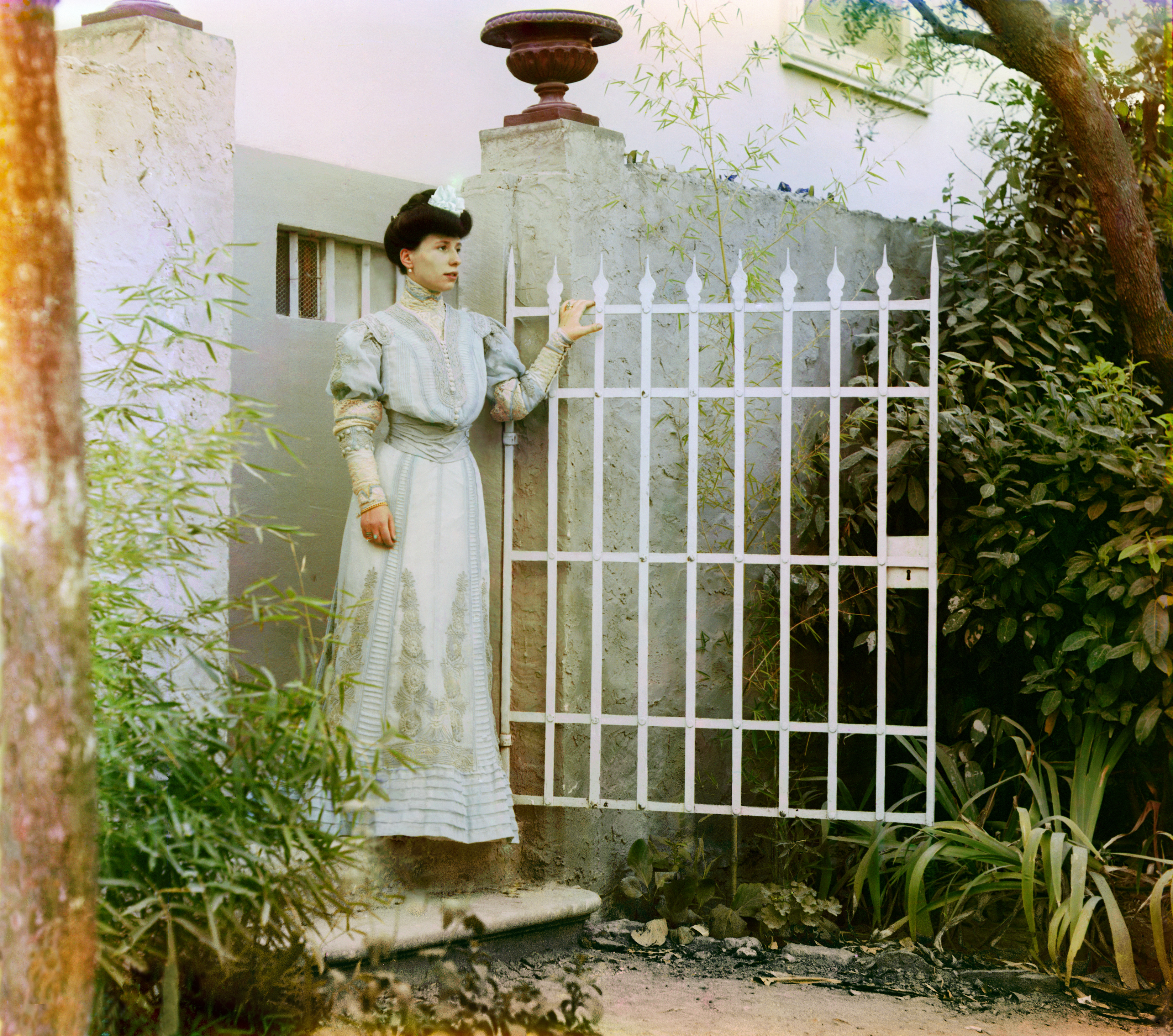
意大利女人穿著正式的禮服姿態並站在門口。
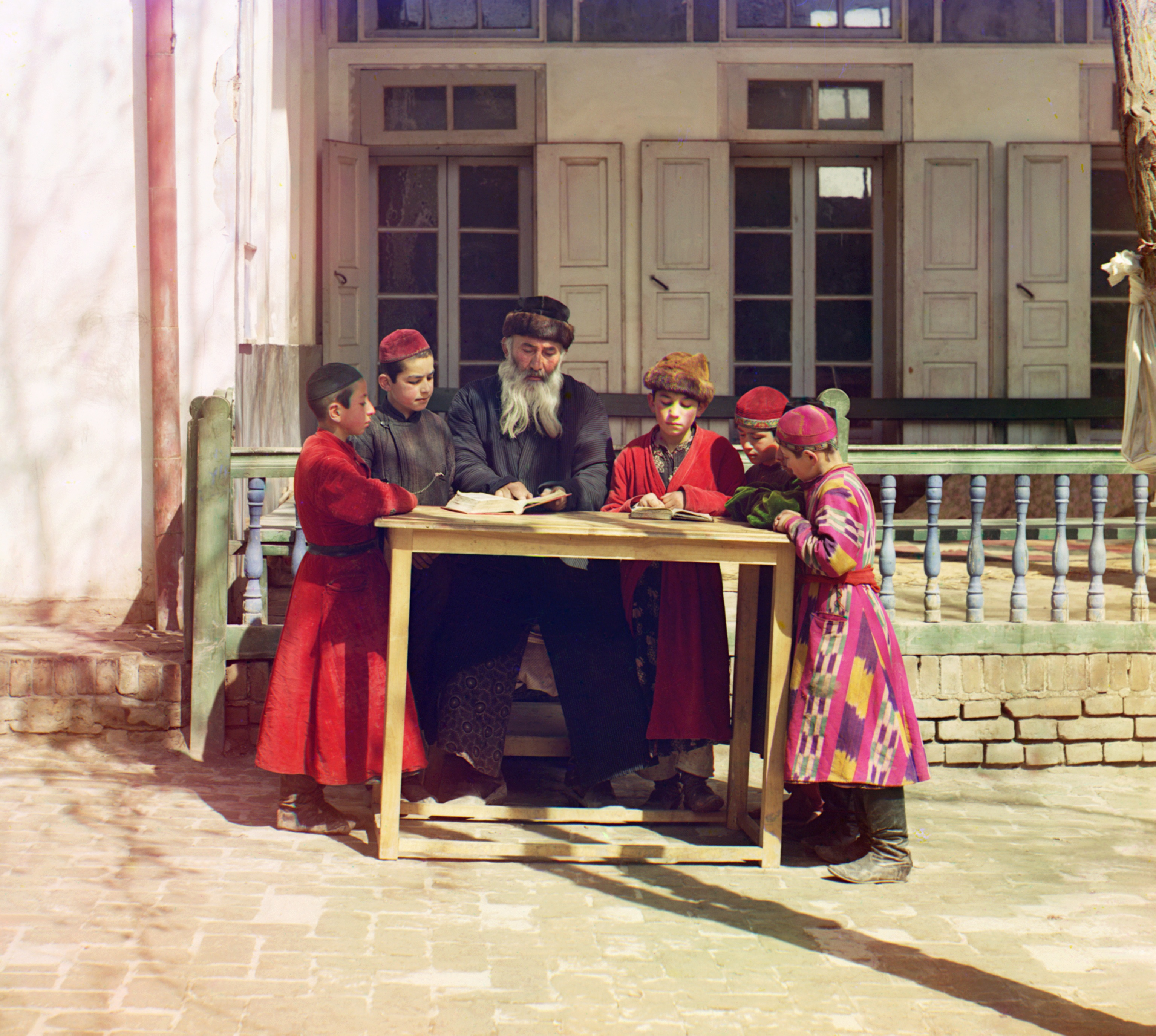
撒馬爾罕猶太兒童與他們的老師
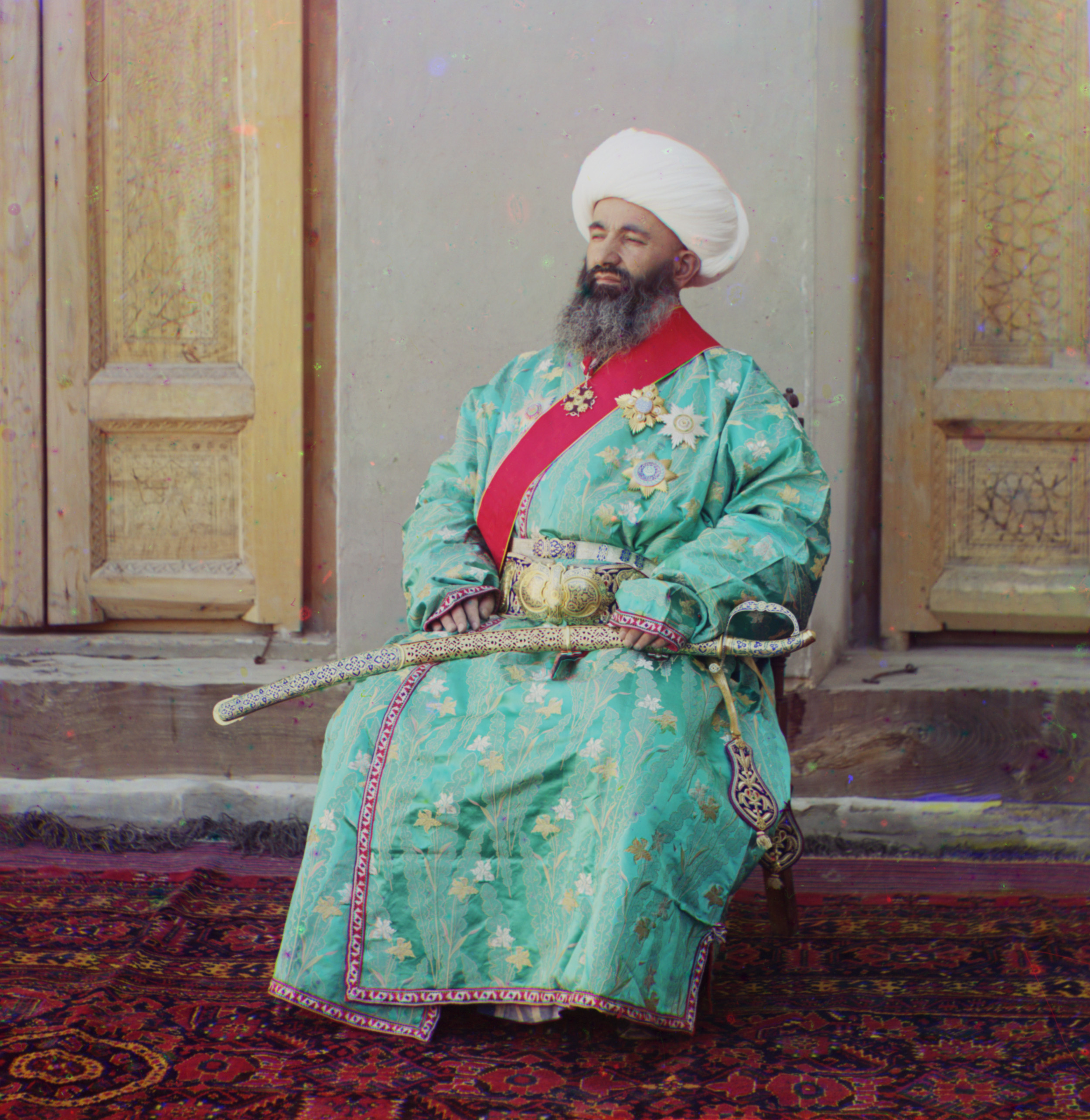
布哈拉內政大臣

## 相关项目
- 阿尔贝·卡恩
- 奥托克罗姆

## 備注
1. ↑  俄語羅馬化：Sergey Mikhaylovich Prokudin-Gorsky，發音：[sʲɪrˈɡʲej mʲɪˈxajləvʲɪtɕ prɐˈkudʲɪn ˈɡorskʲɪj]

## 外部連結
- 普羅庫金-戈爾斯基圖文傳記（2011）（页面存档备份，存于）
- 普羅庫金-戈爾斯基傳記與照片作品（页面存档备份，存于）
- 普羅庫金-戈爾斯基的百張彩色圖像 – Spektator雜誌
- 俄羅斯帝國：普羅庫金-戈爾斯基重建攝影記錄（页面存档备份，存于） – 美國國會圖書館展出
- 普羅庫金-戈爾斯基網站在俄羅斯的博物館 （页面存档备份，存于） – 聯邦機構的新聞和大眾傳播
- 俄羅斯數據庫與所有的普羅庫金-戈爾斯基照片，包含尚未恢復的資料（页面存档备份，存于）
- 現場所有的照片高與中等分辨率